# آمریکایی‌ها (مجموعه تلویزیونی)
آمریکایی‌ها (به انگلیسی: The Americans) یک مجموعه تلویزیونی است که توسط جو وایزبرگ افسر سابق سازمان اطلاعات مرکزی آمریکا (سیا) ساخته شده است. اولین قسمت این مجموعه در ۳۰ ژانویه ۲۰۱۳ در شبکه کابلی اف ایکس پخش شد و تا ۱ می ۲۰۱۳ فصل اول آن تمام شد. فصل دوم این مجموعه در ۲۶ فوریه ۲۰۱۴ به روی آنتن رفت.
داستان سریال در دهه ۱۹۸۰ و در زمان جنگ سرد می‌گذرد و زندگی الیزابت و فیلیپ جنینگز را نشان می‌دهد که دو مأمور مخفی کا گ ب از شوروی هستند که به عنوان یک زوج آمریکایی در ویرجینیای شمالی در حومه شهر واشینگتن با فرزندانشان زندگی می‌کنند. همچنین در همسایگی آنها فردی به نام استن بیمن از مأموران اف‌بی‌آی اسکان دارد.
سریال در رابطه با زندگی شخصی و کاری خانواده جنینگز است که بعضی مواقع اتفاقات دنیای واقعی را نیز در داستان سریال وارد می‌کنند. سازنده مجموعه عقیده دارد که موضوع اصلی سریال دربارهٔ یک ازدواج است.

## بازیگران و کاراکترها
بیشتر اسامی روسی شامل نام خانوادگی نمی‌شوند. در صحنه‌های صحبت در داخل سفارت شوروی کاراکترها یکدیگر را بدون ذکر نام خانوادگی و به نام آشناهایشان صدا می‌زنند. برای مثال ایوانوویچ به معنای پسر ایوان یا سرگئیونا به معنای دختر سرگئی. (برای اطلاعات بیشتر این مقاله را بخوانید)

### شخصیت‌های اصلی
- کری راسل در نقش الیزابت جنینگز (نادژدا در روسیه - افسر کا گ ب)
- متیو ریس در نقش فیلیپ جنینگز (میشا در روسیه - افسر کا گ ب)
- نوآ امریک در نقش استن بیمن (مأمور اف‌بی‌آی)
- ماکسیمیلیانو هرناندز در نقش کریس آمادور (همکار استن در اف‌بی‌آی)
- آنت ماهندرو در نقش نینا سرگئیونا
- سوسن میسنر در نقش ساندرا بیمن (همسر استن)
- الیسون رایت در نقش مارتا هانسون
- کیدریک سلاتی در نقش هنری جنینگز

### دیگر بازیگران
- ریچارد توماس در نقش فرانک گاد (یکی از مدیران اف‌بی‌آی)
- مارگو مارتیندال در نقش کلودیا (یکی از سرپرست‌های کا گ ب)
- دانیل فلاهرتی در نقش متیو بیمن (پسر استن)
- لِـوْ گورن در نقش آرکیدی ایوانوویچ (سرپرست کا گ ب در سفارت)
- پیتر فون برگ در نقش واسیلی نیکلایویچ (جاسوس کا گ ب)
- درک لوک در نقش گرگوری
- کوستا رونین در نقش اولگ ایگورویچ (افسر بخش علم و تکنولوژی در سفارت شوروی) - فصل دوم
- براندون جی. دردن در نقش دنیس اَدرهولت
- رِن اشمیت در نقش کِـیت
- مایکل آرونوف در نقش آنتون باکلانوف، دانشمند روس
- کلی اوکوین در نقش کشیش تیم
- پیتر مارک کندال در نقش هانس
- کرن پیتمن در نقش لیزا

## تولید

### شروع
آمریکایی‌ها که توسط جو وایزبرگ افسر سابق سیا ساخته شده با وجود فضای جاسوسی در فیلم سعی در تعریف داستان یک ازدواج را دارد و هسته اصلی داستان ازدواج فیلیپ و الیزابت است که تلاش می‌کنند با وجود مشکلات فراوان همراه با فرزندانشان زندگی مشترک خود را حفظ کنند.
کار کردن وایزبرگ در سازمان جاسوسی آمریکا که خود آن را اشتباه خوانده به او کمک کرد تا داستانهای بسیاری را در مجموعه گسترش دهد که بعضی از آنها بر پایه واقعیت بودند. همچنین روشهای بسیاری را مانند پروتکل‌های ارتباطی در جاسوسی را که از تمرینات خود یادگرفته بوده در مجموعه نشان می‌دهد. وابزبرگ داستان‌های زیادی از جاسوس‌های مختلف که در خارج از کشور کار فعالیت می‌کردند و در کنار آن زندگی و خانواده تشکیل داده بودند، شنیده بود و علاقه داشت که این داستان‌ها در در قالب یک مجموعه تلویزیونی عرضه کند. وایزبرگ همچنین توسط دستگاه دروغ‌سنج در سازمان جاسوسی آمریکا (سیا) تست شده و از او پرسیده شده بود که "آیا برای اطلاعات جمع کردن برای این فیلم عضو سیا شده بوده؟" که جواب او منفی بوده است.
وایزبرگ از اتفاق «برنامه اشتباه» که طی آن ده جاسوس روسی دستگیر شده بودند برای نوشتن قسمت اول داستان الهام گرفته بود. او در تحقیقات خود از یادداشت‌های یکی از مأموران کا گ ب در زمان جنگ سرد به نام واسیلی میتروخین و بعضی از همکاران سابق سیا استفاده کرد.
یکی از تهیه‌کنندگان به نام گراهام یوست پس از خواندن رمان وایزبرگ به نام یک جاسوس معمولی فهمید که وایزبرگ در حال نوشتن یک قسمت آزمایشی برای یک مجموعه تلویزیونی در سبک جاسوسی است. یوست داستان قسمت آزمایشی را خواند و به نظر بسیار خوب بود و تصمیم به توسعه این مجموعه گرفت.

### فیلم‌برداری
فیلمبرداری مجموعه در شهر نیویورک و در استودیوی افکت‌های شرقی در بروکلین انجام شده است. محل‌های دیگر فیلمبرداری مامارونک، خیابان جزیره کنی، باغ‌های کیو و فارمینگدل بوده‌اند. فیلمبرداری قسمت اول (آزمایشی) در می ۲۰۱۲ شروع و تا اواسط ژوئیه ادامه داشت. دیگر قسمت‌های فصل اول در نوامبر ۲۰۱۲ ذر نیویورک فیلمبرداری شد. همچنین فیلمبرداری به علت توفند سندی مدتی به تعویق افتاد. فیلمبرداری فصل دوم در اکتبر ۲۰۱۳ شروع شد.

## جوایز
| سال  | انجمن                           | بخش                                        | نامزد          | نتیجه    |
| ---- | ------------------------------- | ------------------------------------------ | -------------- | -------- |
| ۲۰۱۳ | سومین جشنواره جوایز کریتیکز     | بهترین مجموعه تلویزیونی درام               |                | نامزدشده |
| ۲۰۱۳ | سومین جشنواره جوایز کریتیکز     | بهترین بازیگر زن درام                      | کری راسل       | نامزدشده |
| ۲۰۱۳ | سومین جشنواره جوایز کریتیکز     | بهترین بازیگر مرد درام                     | متیو ریس       | نامزدشده |
| ۲۰۱۳ | سومین جشنواره جوایز کریتیکز     | بهترین بازیگر نقش مکمل مرد درام            | نوآ امریچ      | نامزدشده |
| ۲۰۱۳ | بیست و نهمین جشنواره تی سی ای   | بهترین برنامه سال                          |                | نامزدشده |
| ۲۰۱۳ | بیست و نهمین جشنواره تی سی ای   | بهترین برنامه ممتاز جدید                   |                | برنده    |
| ۲۰۱۳ | بیست و نهمین جشنواره تی سی ای   | بیشترین موفقیت در درام                     |                | نامزدشده |
| ۲۰۱۳ | بیست و نهمین جشنواره تی سی ای   | بهترین موفقیت فردی در درام                 | متیو ریس       | نامزدشده |
| ۲۰۱۳ | ۶۵مین جوایز امی ساعات پر بیننده | بهترین بازیگر زن مهمان در سریال‌های درام    | مارگو مارتیندل | نامزدشده |
| ۲۰۱۳ | ۶۵مین جوایز امی ساعات پر بیننده | بهترین تم اصلی موسیقی غیراقتباسی           | نیتن بار       | نامزدشده |
| ۲۰۱۳ | ۱۸مین مراسم جایزه ستلایت        | بهترین مجموعه تلویزیونی درام               |                | نامزدشده |
| ۲۰۱۳ | ۱۸مین مراسم جایزه ستلایت        | بهترین بازیگر زن درام                      | کری راسل       | نامزدشده |
| ۲۰۱۳ | ۱۸مین مراسم جایزه ستلایت        | بهترین بازیگر نقش مکمل زن در سریال‌های درام | مارگو مارتیندل | نامزدشده |
| ۲۰۱۳ | انجمن صنفی نویسندگان آمریکا     | بهترین مجموعه جدید                         |                | نامزدشده |
| ۲۰۱۳ | مؤسسه فیلم آمریکا               | برنامه تلویزیونی سال                       |                | Listed   |

## پخش جهانی
- استرالیا - شبکه نتورک تن[۲۴][۲۵]
- کانادا - شبکه اف اکس کانادا[۲۶]
- فرانسه - شبکه کانال+[۲۷]
- ایرلند - شبکه آرتی‌ئی 2[۲۸]
- سوئد - شبکه تی‌وی 8[۲۹]
- انگلستان - شبکه آی‌تی‌وی[۳۰][۳۱]
- بلژیک - شبکه کانواس[۳۲]
- فنلاند - ام تی وی 3[۳۳]
- پرتقال - فاکس پرتغال[۳۴]
- اسپانیا - شبکه فاکس اسپانیا[۳۵]
- سوییس - آر تی اس[۳۶]

## نسخه‌های دی‌وی‌دی و بلو-ری
| فصل | تاریخ عرضه    | تاریخ عرضه   | تاریخ عرضه   | قسمت‌ها | ویژگی‌های خاص | دیسک‌ها                   |
| فصل | منطقه ۱       | منطقه ۲      | منطقه ۴      | قسمت‌ها | ویژگی‌های خاص | دیسک‌ها                   |
| --- | ------------- | ------------ | ------------ | ------ | --- | ------------------------ |
| ۱   | ۱۱ فوریه 2014 | ۲۴ مارس 2014 | ۵ فوریه 2014 | ۱۳     | - همراه با تفسیر جو وایزبرگ، جوئل فیلدز و نوآ امریچ - فیلمهای کوتاه: - "فرمان اجرایی ۲۵۷۹: افشای آمریکا" - "تکمیل هنر جاسوسی" - "نبوغ در طول فناوری" - حلقه محدود کردن - صحنه‌های حذف شده - پیش‌پرده‌ها | ۴ دی وی دی ۳ دیسک بلو-ری |